# Hollands volleyballlandshold (damer)
Hollands volleyballlandshold er Hollands landshold i volleyball. Holdet har vundet EM 1995 og FIVB World Grand Prix 2007.